# Lobatula
Lobatula es un género de foraminífero bentónico de la subfamilia Cibicidinae, de la familia Cibicididae, de la superfamilia Planorbulinoidea, del suborden Rotaliina y del orden Rotaliida. Su especie tipo es Lobatula vulgaris. Su rango cronoestratigráfico abarca desde el Paleoceno hasta la Actualidad.

## Clasificación
Lobatula incluye a las siguientes especies:
- Lobatula alta
- Lobatula antarctica
- Lobatula lobatula
- Lobatula mayori
- Lobatula mckannai
- Lobatula microformis
- Lobatula novazealandica
- Lobatula passiva
- Lobatula vitijazi
- Lobatula vulgaris